# Jair Picerni
Jair Picerni (São Paulo, 20 de outubro de 1944) é um ex-treinador e ex-futebolista brasileiro, que atuava na posição de lateral-direito.

## Carreira

### Jogador
Descendente de italianos, torcedores do Palmeiras, nasceu e foi criado na Barra Funda. Como jogador, começou a carreira no Nacional.
Chegou à Ponte Preta em agosto de 1974, onde obteve seu melhor resultado, o vice-campeonato no Paulista de 1977.

### Treinador
Iniciou a carreira de treinador na Ponte Preta em junho de 1980, onde foi vice-campeão paulista e 3º lugar no Campeonato Brasileiro de 1981.
Como técnico da Seleção Brasileira olímpica, Jair Picerni conquistou a medalha de prata dos Jogos Olímpicos de Los Angeles, em 1984. A partir de então recebeu convites para treinar diversos clubes do Brasil. Em agosto do mesmo ano, assumiu o Corinthians, onde ficou até 6 de fevereiro do ano seguinte.
Em 1985, foi treinador do Atlético Paranaense por apenas 1 dia. Após apresentado, no outro dia recebeu um convite para treinar a Ponte Preta, sendo apresentado no mesmo dia no clube campineiro.
Venceu o Campeonato Brasileiro de 1987 pelo Sport. Este título muitas vezes é atribuído equivocadamente a Emerson Leão, mas o mesmo saiu do clube antes do quadrangular final (na prática final de ida-e-volta contra o Guarani, dado o W.O de Flamengo e Internacional), realizado entre janeiro e fevereiro de 1988, que teve Picerni como treinador.
Foi campeão da Série A2 do Campeonato Paulista, em 2000, pelo São Caetano, além de ter sido duas vezes vice-campeão brasileiro (2000 e 2001) e vice-campeão da Taça Libertadores da América (2002) pela mesma agremiação.
Foi Campeão Brasileiro da Série B, em 2003, pelo Palmeiras.
Foi técnico do Red Bull Brasil, em que conquistou o Campeonato Paulista Segunda Divisão (quarto escalão estadual), mas acabou sendo dispensado no fim de 2009.
Em 2010, dirigiu o Santo André, mas acabou saindo no final do mesmo ano.
Seu último clube foi o União São João, em 2012.

## Títulos

### Como técnico
Sport
- Campeonato Brasileiro: 1987

São Caetano
- Campeonato Paulista - Série A2: 2000

Palmeiras
- Campeonato Brasileiro - Série B: 2003

Red Bull Brasil
- Campeonato Paulista - Série B: 2009

#### Campanhas de destaque
Corinthians
- Campeonato Paulista: 1984 (vice-campeão)

Portuguesa
- Campeonato Paulista: 1985 (vice-campeão)

São Caetano
- Campeonato Brasileiro: 2000 (vice-campeão)
- Campeonato Brasileiro (módulo Amarelo): 2000 (vice-campeão)
- Campeonato Brasileiro: 2001 (vice-campeão)
- Copa Libertadores da América: 2002 (vice-campeão)

Bahia
- Campeonato Baiano: 2005 (vice-campeão)

Fortaleza
- Campeonato Cearense: 2006 (vice-campeão)

Brasil Sub-23
- Jogos Olímpicos de Verão: 1984 (medalha de prata)

### Como jogador

#### Campanhas de destaque
Ponte Preta
- Campeonato Paulista: 1977 (vice-campeão)